# Reciprocal Recording

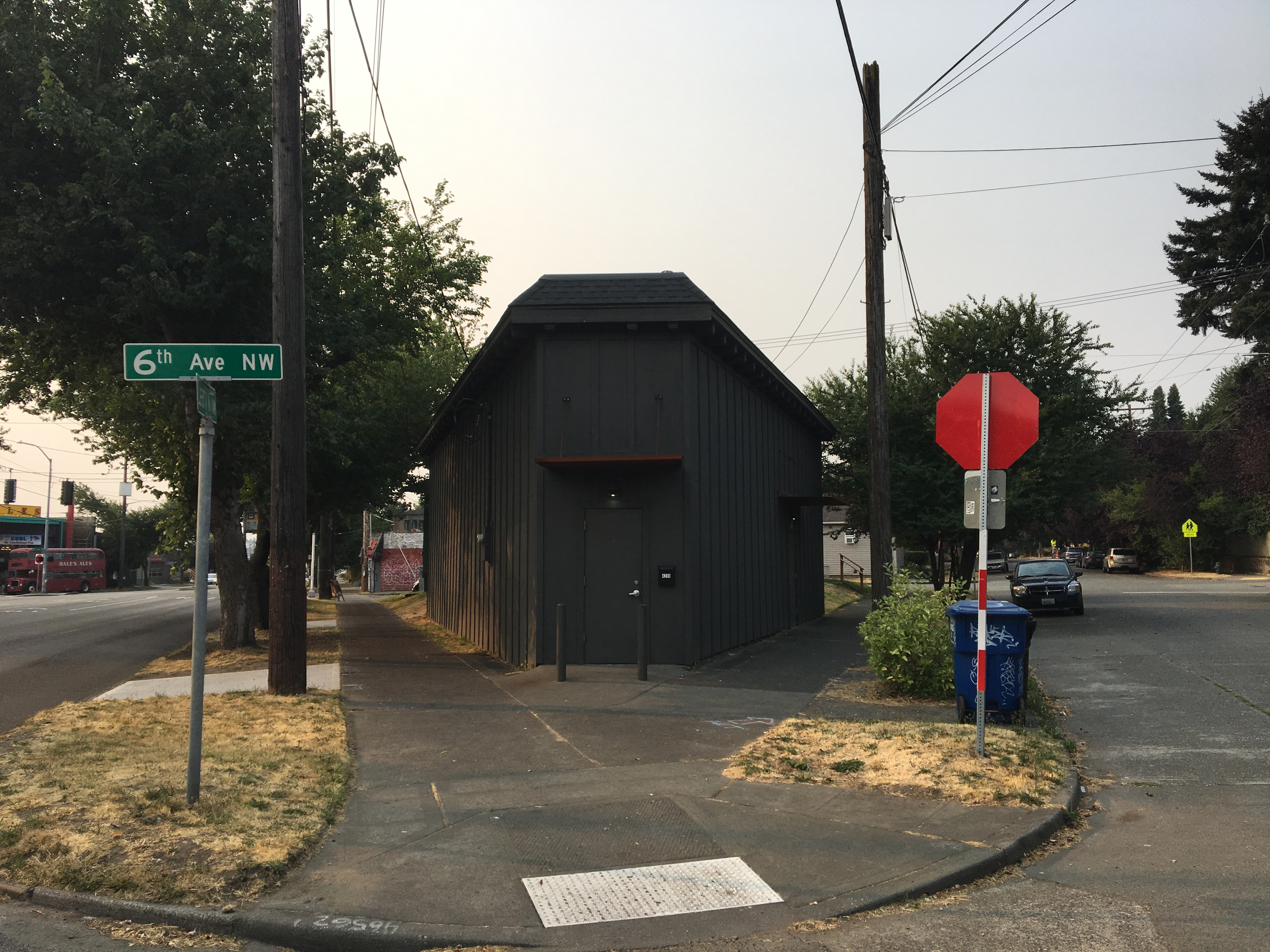
Lokalen där Reciprocal Recording hade sin studio i Ballard, Seattle. Foto från 2017.

Reciprocal Recording var en inspelningsstudio som låg i Seattle, Washington i USA. Reciprocal Recording grundades 1984 av Chris Hanzsek och Tina Casale och studion låg då vid en järnvägsväxel innan den året därpå flyttade in i en källare i Madrona. I juni 1986 blev Hanzsek arbetspartner med Jack Endino då de bestämde sig för att öppna upp studion på 4230 Leary Way N.W. i Ballarddistriktet i Seattle; tidigare hade detta varit en lokal för företagen Triangle Foods och Triangle Studios.
Reciprocal Recording stängde ned 1991, men lokalen har sedan dess hyst flera andra inspelningsstudior såsom Word of Mouth Studios (1991–1993), John and Stu's Recording och även Hall of Justice.

## Ett urval av album som spelats in i studion
- Bleach – Nirvana
- Dry As a Bone – Green River
- God's Balls – Tad
- Mudhoney – Mudhoney
- Screaming Life – Soundgarden
- Spanking Machine – Babes in Toyland
- Superfuzz Bigmuff – Mudhoney
- Helplessness Blues – Fleet Foxes
- The Photo Album – Death Cab for Cutie
- Transatlanticism – Death Cab for Cutie
- Another Damned Seattle Compilation – Blandade artister